# Caledonia, Mississippi
Caledonia är en ort i Lowndes County i delstaten Mississippi, USA.